# Cantonul Brest-Bellevue
Cantonul Brest-Bellevue este un canton din arondismentul Brest, departamentul Finistère, regiunea Bretania, Franța.